# Стодоли-Весь
Стодоли-Весь (пол. Stodoły-Wieś) — село в Польщі, у гміні Войцеховиці Опатовського повіту Свентокшиського воєводства.
Населення — 299 осіб (2011).
У 1975-1998 роках село належало до Тарнобжезького воєводства.

## Демографія
Демографічна структура на день 31 березня 2011 року:
|          | Загалом | Допрацездатний вік | Працездатний вік | Постпрацездатний вік |
| -------- | ------- | ------------------ | ---------------- | -------------------- |
| Чоловіки | 151     | 28                 | 104              | 19                   |
| Жінки    | 148     | 26                 | 82               | 40                   |
| Разом    | 299     | 54                 | 186              | 59                   |